# Ансельмо I (маркграф Лигурии)
Ансельмо I (итал. Anselmo I или Anselmo I di Savona; около 960—999/1014) — маркграф Восточной Лигурии и Монферрато, предок маркграфов Салуццо.
Сын первого маркграфа Монферрато Алерамо, основателя династии Алерамичей.
Правил вместе с братом Оттоном (Оддо). По другим данным, они разделили отцовское наследство: Оттон получил Монферрато, а Ансельмо — Восточную Лигурию. Возможно, раздел произошёл уже после смерти Оттона. Во владения Ансельмо I входили Савона, Салуццо, Боско, Васко, Сецце, Чева, Понцоне и Альбисола. 
В 991 году Ансельмо I основал монастырь Санто-Квинтини-ди-Спиньо.
Жена — Жизела, дочь маркиза Адальберто (в некоторых исследованиях он отождествляется с Адальбертом II Иврейским, в других — с Адальбертом II д’Эсте). Известны четверо их детей:
- Уго (умер 26 января 1035) — маркиз Тортоны.
- Ансельмо II (умер ранее 7 мая 1027), маркиз Тортоны, предок маркграфов Салуццо
- Оберто I (умер после 1034), маркиз
- Эрменгарда (умерла после 21 октября 996), муж — некий Амельгаузо, сын Розо.